# Eryngium wiegandii
Eryngium wiegandii är en flockblommig växtart som beskrevs av Robert Stephen Adamson. Eryngium wiegandii ingår i släktet martornar, och familjen flockblommiga växter. Inga underarter finns listade i Catalogue of Life.